# Fedor den Hertog
Fedor den Hertog (n. 20 aprilie 1946, Utrecht, Utrecht, Țările de Jos – d. 12 februarie 2011, Ermelo, Gelderland, Țările de Jos) a fost un ciclist de performanță ce a reprezentat Țările de Jos, medaliat olimpic. A participat la 2 ediții ale Jocurilor Olimpice (1968, 1972) în care a câștigat o medalie de aur.